# 사쿠라슈쿠가와역
사쿠라슈쿠가와역(일본어: さくら夙川駅, さくらしゅくがわえき)은 일본 효고현 니시노미야시에 있는 서일본 여객철도 도카이도 본선의 철도역이다.
역명의 유래는 역에서 200m 정도 서쪽에 떨어진 곳에 흐르는 슈쿠가와 하천이다. 이 하천변에 위치한 슈쿠가와 공원에는 벚꽃(사쿠라)가 많기 때문에 벚꽃 구경을 많이 오기 때문에 역명이 사쿠라슈쿠가와로 제정된 것이다.

## 개요 및 역 구조
고난야마테역처럼, 복복선의 내측선을 주행하는 전동열차만 정차하는 섬식 1면 2선의 승강장을 가진 고가역이다. 개찰구는 역의 남측에 1개소 설치되어 있다.
역에 진입하기 바로 전 내측선 제 0폐색 신호기와 외측선의 제 4폐색 신호기 바로 앞에는 기관사에게 정차를 알리는 슈쿠가와 정차라는 간판이 게시되어 있다.
역사의 모습은 '자연의 여유를 느낄 수 있는 역'을 기본으로 설계, 슈쿠가와에 퍼지는 파형 모양의 지붕과 슈쿠가와 공원의 벚꽃을 역사의 벽에 이미지 컬러로 하는 등으로 표현하고 있다.
흡연실이 따로 설치되어 있으며, 전면 금연을 실시하고 있다.
어번 네트워크 소속 역으로, ICOCA 및 제휴 IC 카드 등을 이용할 수 있다.

### 승강장

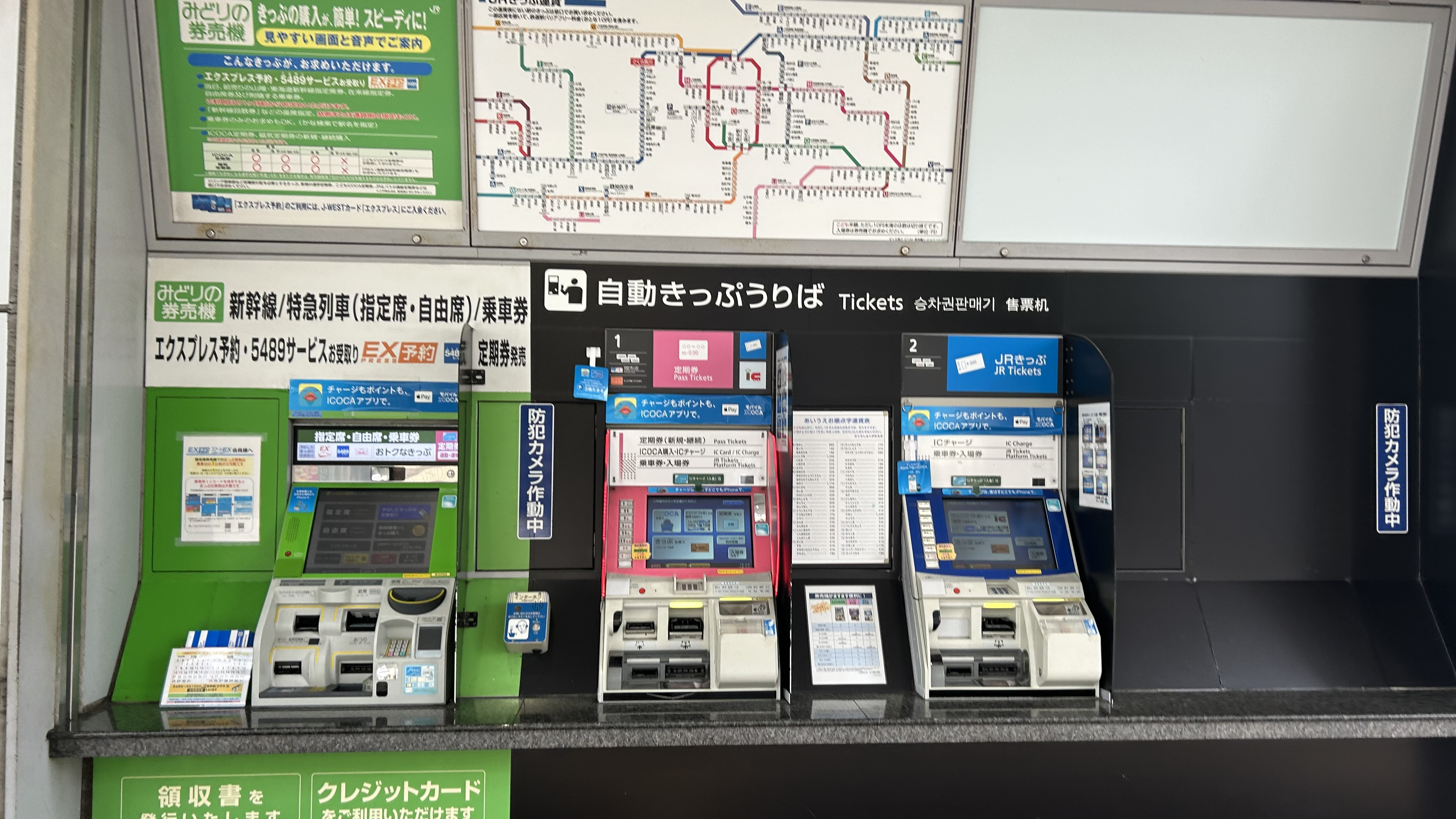
발매기
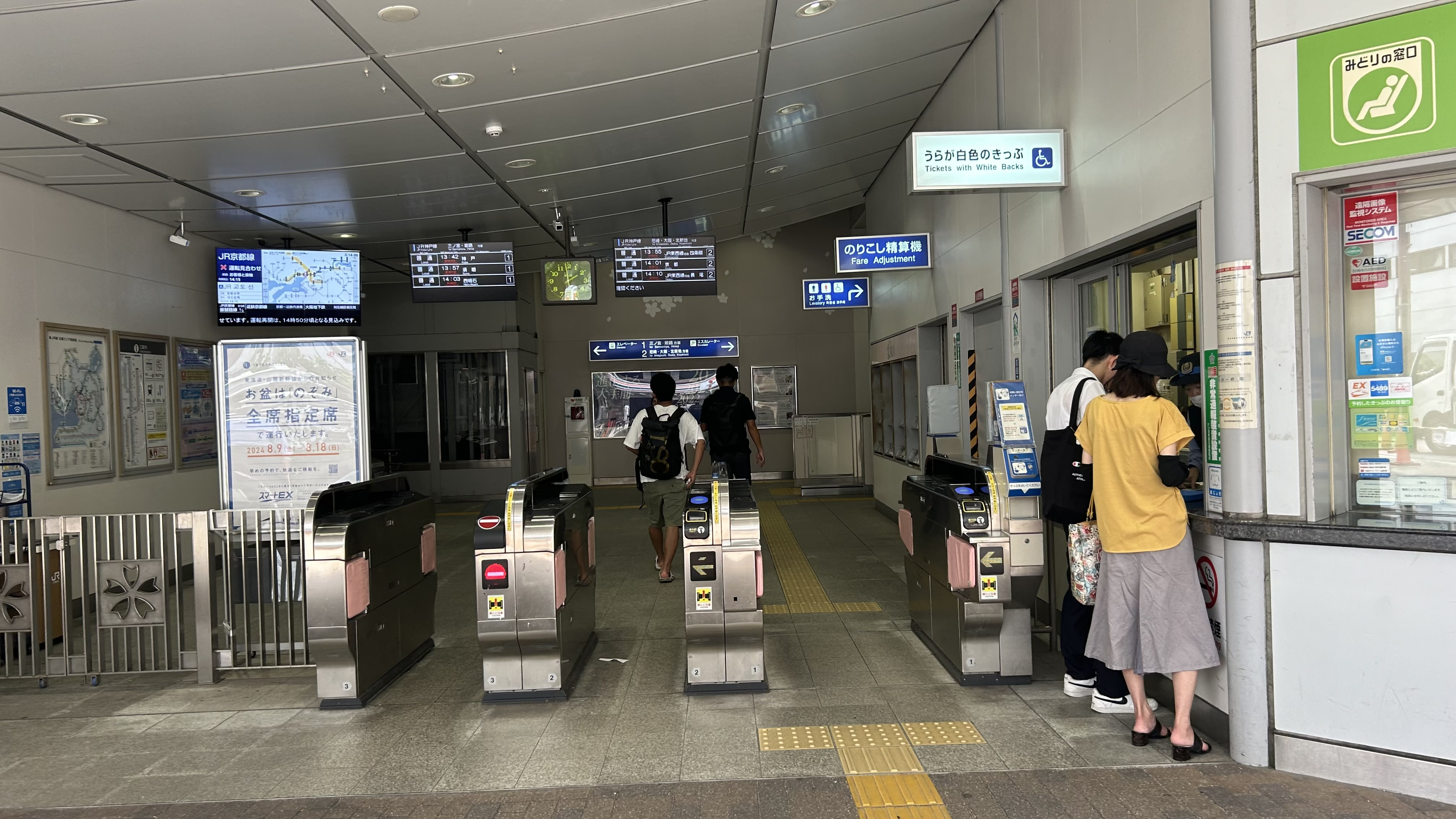
개찰구

↑산노미야·히메지 방면

| | １２ | |

오사카·교토 방면↓
| 1 | ■ JR 고베 선 (하행 내측선) | 산노미야 · 니시아카시 · 히메지 방면        |
| 2 | ■ JR 고베 선 (상행 내측선) | 아마가사키 · 오사카 · 기타신치 · 교토 방면 |

- 발매기
- 개찰구

## 역세권 정보 및 이용 상황
- 슈쿠가와, 슈쿠가와 공원
- 슈쿠가와 역(한큐 전철 고베 본선 - 북서쪽 도보 5분 거리
- 니시노미야 역(한신 전기 철도 본선) - 남동쪽 9분 거리
- 고로엔 역(한신 전기 철도 본선) - 남서쪽 9분 거리

이 밖에도 학교 등의 시설이 역 주변에 위치하고 있다.
2007년도의 1일 승차량은 5,088명으로, 니시노미야 시가 예측했던 5,143명과 거의 같다.

## 역사
이 역이 세워지게 된 경위는 독특하다. 보통 신역 설치시에는 지자체 등이 직접 설치를 요구하는 청원을 내는 경우가 대다수지만, 이 역은 역사 밑을 지나가는 현립 도로의 확장 공사와 더불어서 진행되어 국가 보조금이 지급된 경우이다. 때문에, 니시노미야 시에서는 부담할 필요가 없었고, 서일본 여객철도 측에서 니시노미야 시측과 협의, 설치가 결정되었다.
- 2001년 - 착공. 가역명은 JR 슈쿠가와 역이었다.
- 2006년 11월 22일 - 정식 역명이 사쿠라슈쿠가와역으로 결정됨.
- 2007년 3월 18일 - 개업.

## 인접 정차역
| 서일본 여객철도 도카이도 본선 | 서일본 여객철도 도카이도 본선 | 서일본 여객철도 도카이도 본선 |
| ----------------------------- | ----------------------------- | ----------------------------- |
| 니시노미야 교토 방면          | ■ JR 고베 선 보통             | 아시야 니시아카시 방면        |